# سم لوید

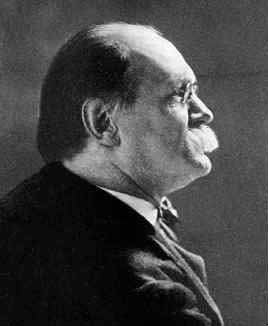
سم لوید

ساموئل لوید (۳۰ ژانویه ۱۸۴۱ - ۱۰ آوریل ۱۹۱۱) یک شطرنج‌باز آمریکایی، سازندهٔ شطرنج و طراح معما بود. همچنین در زمینهٔ سرگرمی‌های ریاضی فعالیت می‌کرد.

## External links
- Sam Loyd Official Site – includes biography and his puzzles

- Sam Loyd Official Site – includes biography and his puzzles